# Lithocarpus crassifolius
Lithocarpus crassifolius är en bokväxtart som beskrevs av Aimée Antoinette Camus. Lithocarpus crassifolius ingår i släktet Lithocarpus och familjen bokväxter. Inga underarter finns listade.